# Habiganj (district)
Pour les articles homonymes, voir Habiganj.
 (février 2025).
Si vous disposez d'ouvrages ou d'articles de référence ou si vous connaissez des sites web de qualité traitant du thème abordé ici, merci de compléter l'article en donnant les références utiles à sa vérifiabilité et en les liant à la section « Notes et références ».
Habiganj (Bengali: হবিগঞ্জ, Sylheti:ꠢꠛꠤꠉꠘ꠆ꠎ) est un district du Bangladesh. Il est situé dans la division de Sylhet. La ville principale est Habiganj.

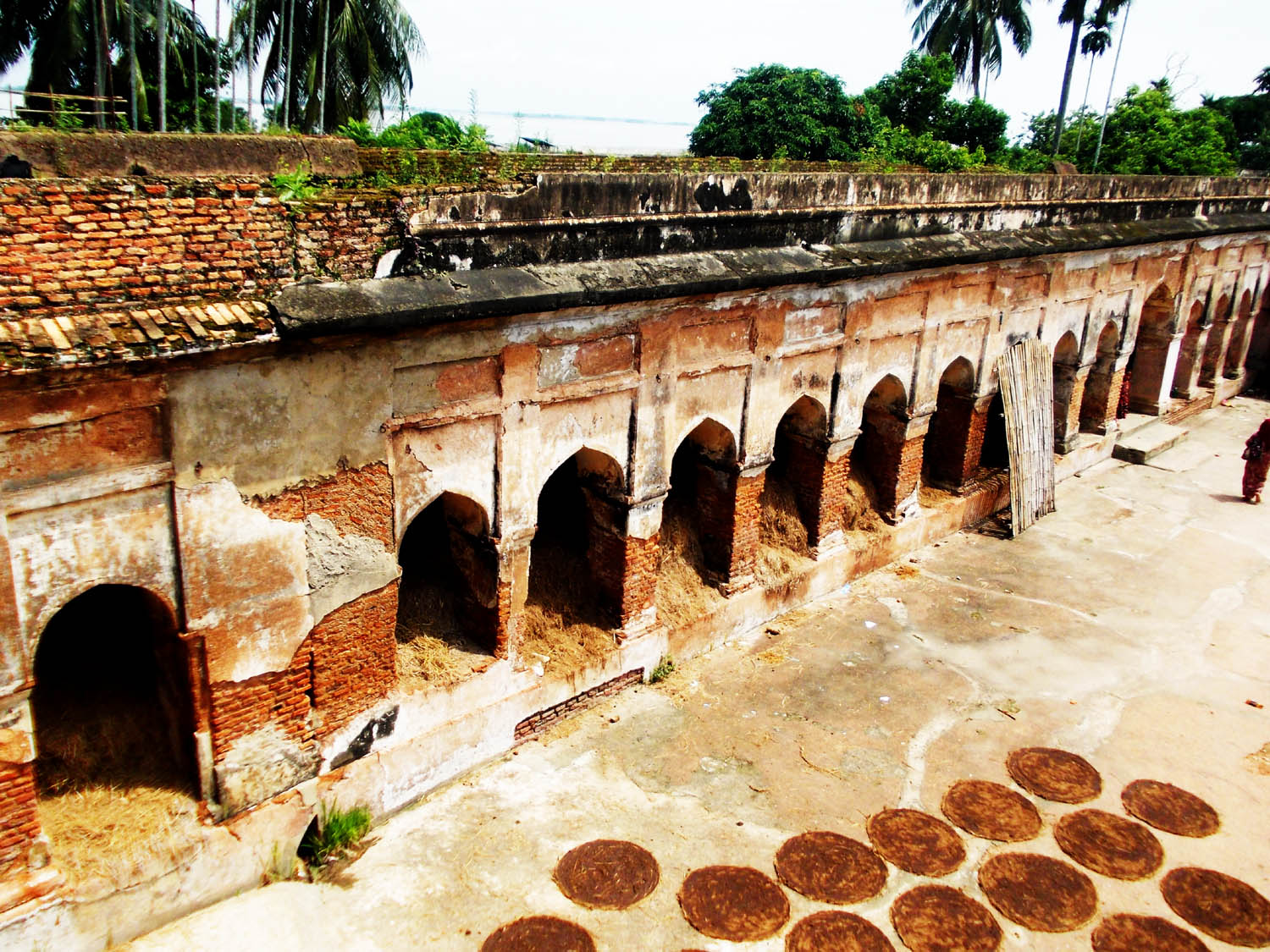
Le Bitangal Akhara traditionnel de Baniachong Upazila du district de Habiganj est presque au bord de la destruction.